# Rutilia nigripes
Rutilia nigripes är en tvåvingeart som först beskrevs av Günther Enderlein 1936.  Rutilia nigripes ingår i släktet Rutilia och familjen parasitflugor. Inga underarter finns listade i Catalogue of Life.